# Adam Bromke

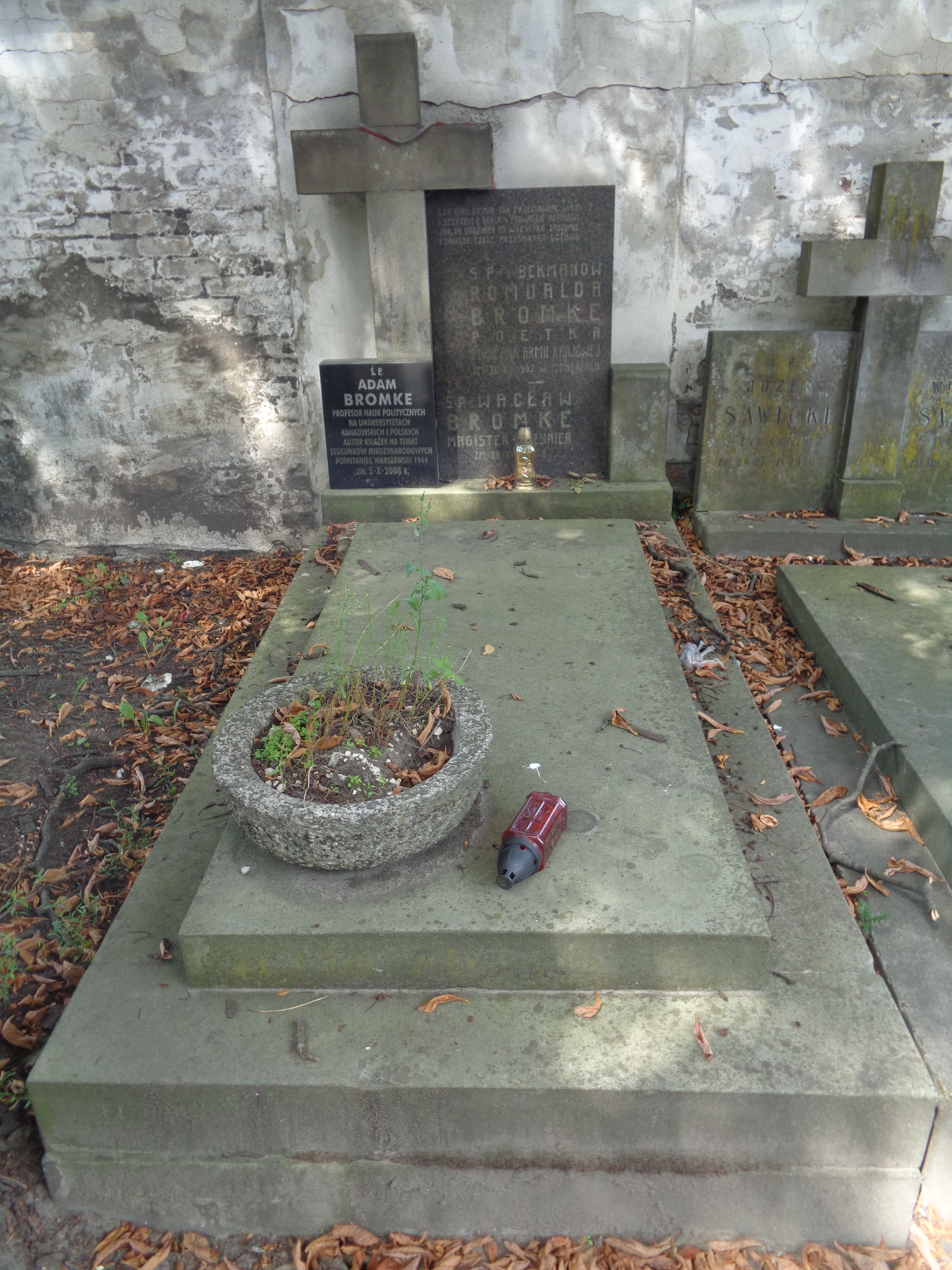
Grób Adama i Romualdy Bromke na cmentarzu Powązkowskim

Adam Lech Bromke (ur. 11 lipca 1928 w Warszawie, zm. 5 października 2008 tamże) – polski politolog, sowietolog, nauczyciel akademicki, działacz harcerski i powstaniec warszawski.

## Życiorys
W okresie II wojny światowej działał w 21 Warszawskiej Drużynie Harcerzy. Został żołnierzem Armii Krajowej. Przydzielono go do 2 harcerskiej baterii artylerii przeciwlotniczej „Żbik”. Brał udział w powstaniu warszawskim, po jego upadku dostał się do niewoli. Przetrzymywany m.in. w Stalagu 344 Lamsdorf, uciekł 1 grudnia 1944 z transportu jeńców przeznaczonych do robót na terenie Austrii. W 1945 zdał egzamin maturalny w Liceum Ogólnokształcącym im. Tomasza Zana w Pruszkowie, reaktywował w tym samym roku 21 Warszawską Drużynę Harcerzy.
Wkrótce wyemigrował do Wielkiej Brytanii, gdzie ukończył studia. Następnie w 1950 wyjechał do Kanady. W 1953 został doktorem na Uniwersytecie w Montrealu, a w 1963 obronił doktorat na McGill University. Wykładał na Carleton University (do 1973) i na McMaster University (do 1988, na którym m.in. kierował wydziałem nauk politycznych). Brał udział w działalności różnych organizacji naukowych, m.in. kanadyjskiego stowarzyszenia slawistów. Stał się jednym z najbardziej znanych w Kanadzie uczonych specjalizujących się w stosunkach politycznych Europy Wschodniej. Będąc specjalistą w zakresie sowietologii, udzielał się także jako ekspert rządów USA i Kanady. Był pomysłodawcą i nadzorował wykonanie akcji balonowej rozgłośni RWE, w której nowojorskim oddziale pracował w latach 50. m.in. jako kierownik redakcyjny materiałów wysyłanych tą drogą.
W 1988 powrócił na stałe do Polski. Dwa lata później uzyskał tytuł profesora nauk humanistycznych. Był członkiem Komitetu Nauk Politycznych Polskiej Akademii Nauk. Współtworzył Europejską Wyższą Szkołę Prawa i Administracji, a w latach 1997–2007 pełnił funkcję jej prorektora.
Postanowieniem z 14 października 1998 prezydent Aleksander Kwaśniewski odznaczył go Krzyżem Wielkim Orderu Odrodzenia Polski.
Pochowany na cmentarzu Powązkowskim w Warszawie (kwatera pod murem V-55).

## Wybrane publikacje
- Eastern Europa in the aftermath of Solidarity, East European Monographs, Boulder, 1985
- Gierek's Poland (współautor), F.A. Praeger, Nowy Jork 1973
- O aktualności Dmowskiego. Romantyzm czy realizm?, Periculum, Warszawa 1986
- Państwa komunistyczne u progu lat siedemdziesiątych (współautor), Odnowa, Londyn 1973
- Polak w świecie, Graf-Punkt, Warszawa 1995
- Poland: the last decade, Mosaic Press, Ontario 1981
- Poland: the protracted crisis, Mosaic Press, Ontario 1983
- Poland's politics: idealism vs. realism, Harvard University Press, Cambridge 1967
- Polska diaspora, Polish Alliance Press, Toronto 1972
- The communist states at the crossroads between Moscow and Peking, F.A. Praeger, Nowy Jork 1965
- The communist states and the West (współautor), F.A. Praeger, Nowy Jork 1967
- The communist states in disarray, 1965–1971 (współautor), University of Minnesota Press, Minneapolis 1972
- The communist states in the era of détente, 1971–1977 (współautor), Mosaic Press, Oakville 1981
- The first conflict of the Cold War (współautor), Committee of the Tenth Anniversary of the Warsaw Rising in Canada, Toronto 1954
- The meaning and uses of Polish history, East European Monographs, Boulder, 1987
- Stosunki Wschód-Zachód w latach osiemdziesiątych, PISM, Warszawa 1989